# Schloss Freudental (Allensbach)

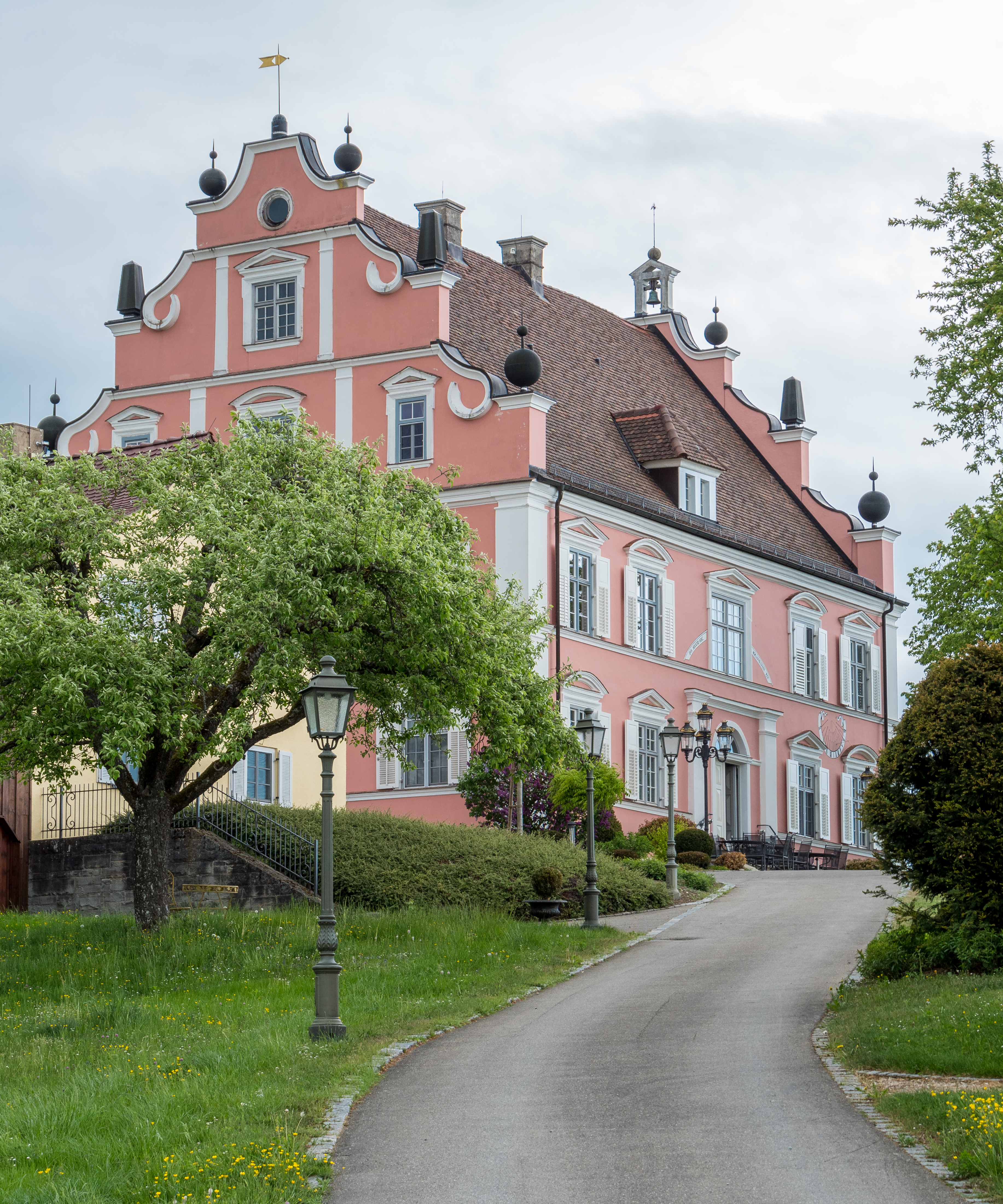
Schloss Freudental – West-Nordwestseite

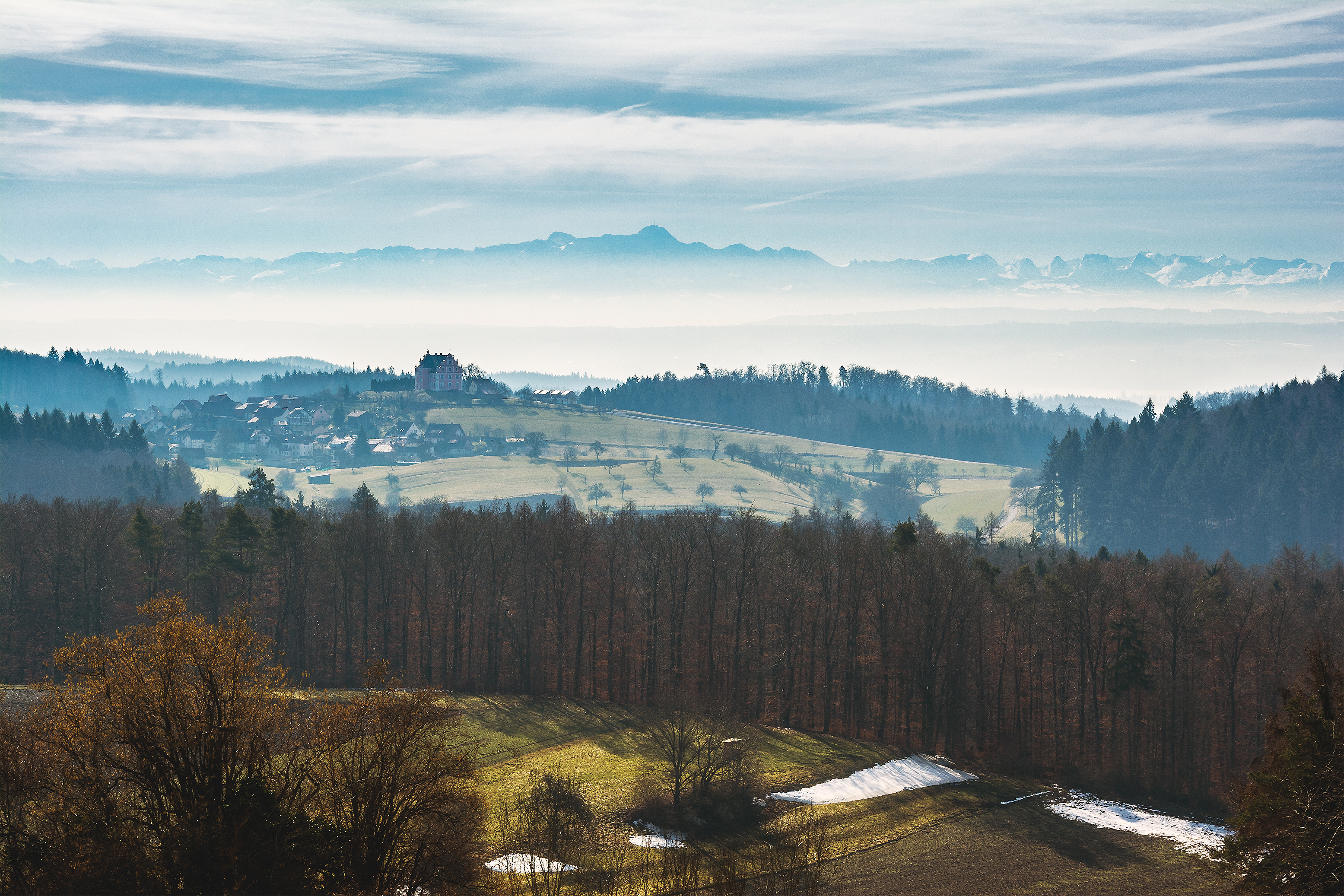
Blick auf Schloss Freudental von Langenrain aus

Das Schloss Freudental liegt auf der Bodenseehalbinsel Bodanrück zwischen dem Überlinger See und dem Gnadensee. Auf einer Anhöhe erbaut, überragt es das Dorf Freudental (heute zusammen mit Langenrain ein Ortsteil von Allensbach) und ist weit in der umgebenden Landschaft zu sehen. Baumeister war der aus Neresheim stammende Michael Wiedemann (1661–1703), der am Bau der Abtei Neresheim mitwirkte.

## Bauwerk

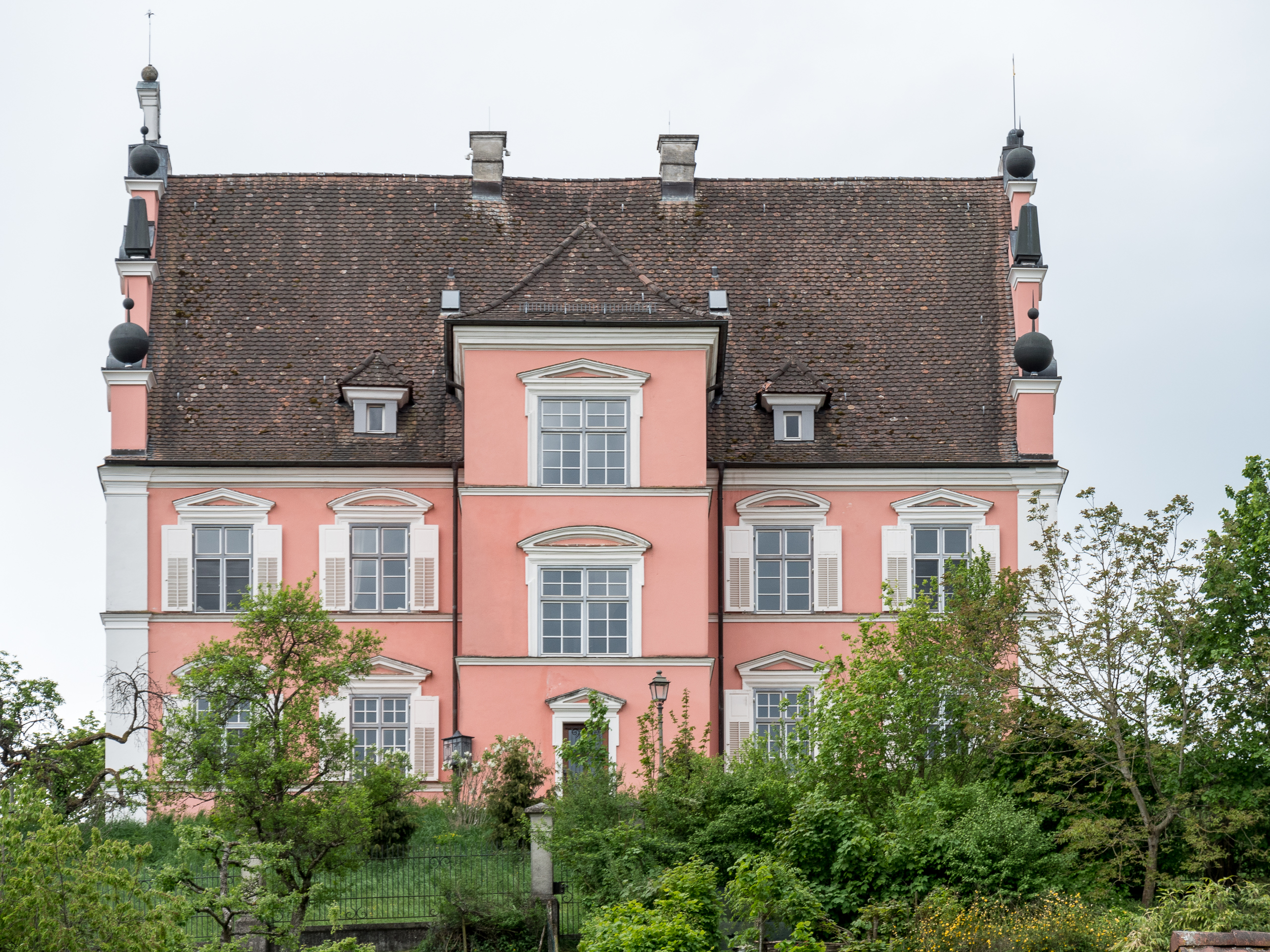
Die Ansicht von Nordosten zeigt den Mittelrisaliten

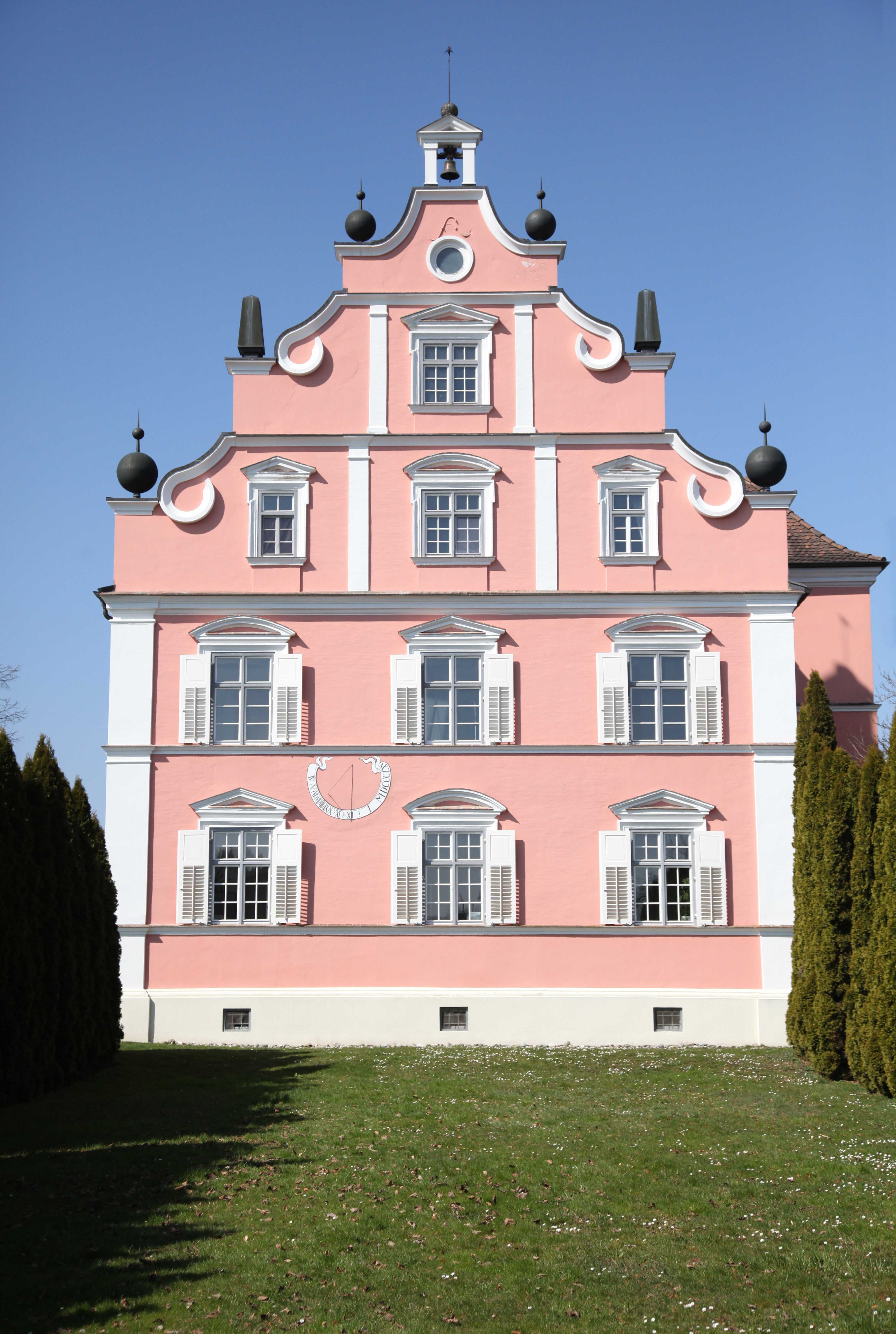
Der Volutengiebel mit den aufgesetzten Kugeln und Obelisken

Das in seiner Grundform einfache, zweistöckige Bauwerk wurde in der Barockzeit von 1698 bis 1700 erbaut. Es hat traufseitig fünf und giebelseitig drei Fensterachsen. Der Baukörper ist durch weiß abgesetzte Ecklisenen und profilierte Geschossgesimse gegliedert. Die Fenster sind wechselweise mit Dreiecksgiebel oder Segmentgiebel versehen. Ein ziegelgedecktes Satteldach schließt den Bau nach oben ab.
Das Eingangsportal liegt in der etwas ausgestellten Mittelachse der südwestlichen Traufseite. Es ist durch zwei Pilaster und ein Gesims eingefasst und über eine Freitreppe erreichbar. Darüber befindet sich eine Dachgaube, die den Eingangsbereich zusätzlich betont. Auf der gegenüber liegenden, nordöstlichen Traufseite weist das Schloss einen Mittelrisaliten für das Treppenhaus auf, außerdem zwei kleine Dachgauben in der zweiten und vierten Fensterachse.
Die beiden Volutengiebel sind durch Gesimse stockwerkartig untergliedert und mit Giebelfenstern versehen. Das obere Stockwerk zeigt je ein Rundfenster und trägt auf der Südostseite einen Glockenreiter, auf der Nordwestseite eine Wetterfahne. Auf die äußeren, sockelartigen Bereiche neben den Voluten sind Kugeln und Obelisken aufgesetzt.
Nach Jahren der Stagnation wurde das Schloss 1988–1990 aufwendig saniert. Weitere Renovationsarbeiten wurden von November 2011 bis April 2012 durchgeführt.

## Innenräume und Ausstattung
Im Erdgeschoss befinden sich sechs Räume, die zum Teil mit reichen Stuckaturen geschmückt sind. Bemerkenswert sind vier Deckengemälde, einmal aus der christlichen Mythologie (die Geburt und die Auferstehung Christi) und aus der griechischen Mythologie (Venus und Adonis). Das Deckengemälde im Eingangsbereich zeigt das Wappen des Erbauers Freiherr Franz Dominik von Praßberg und seiner Frau Maria Clara von Hallweil. Zwei weitere Deckengemälde befinden sich an den Decken im Treppenaufgang (schreitender Jüngling mit der Inschrift Festina Lente (Eile mit Weile) sowie Amor und Psyche).
Das Obergeschoss enthält ein großzügiges Vestibül, den Empfangssaal, den Festsaal und zwei weitere Säle mit aufwändigsten Stuckaturen. In die Stuckaturen eingebettet sind elf Deckengemälde. Sie zeigen allesamt Szenen aus der griechischen Sage und Mythologie. Bemerkenswert ist der restaurierte Kachelofen im Festsaal, der dem Hafner (Ofenbauer) Christoph Hirtenstein aus Steckborn zugeschrieben wird. Die Deckengemälde zeigen im Vestibül Poseidon, in den Sälen findet man Artemis, Daphne und Apollon, Akrisios und Danaë, Perseus und Andromeda sowie Aktäon und Artemis. Im Festsaal werden Chronos und die vier Jahreszeiten, Ganymed, Leda|, neun Putten sowie die Göttin Hebe gezeigt. Bemerkenswert ist die prächtig stuckierte Festsaal-Decke von Michael Wiedemann mit ihrem aufwändigen Blattwerk, den Ranken und Verzierungen.
Eindrucksvoll ist der aufwändige, hervorragend erhaltene Dachstuhl aus dem 17. Jahrhundert.

## Geschichte
Der Bauherr Freiherr Franz Dominik von Praßberg (1696–1709) war Geheimrat und Oberhofmeister/Dompropst in der Regierung des Bischofs von Konstanz. An ihn fiel der Hof Freudental über das Erbe seiner Gattin Maria Clara von Hallweil zu Blidegg. Die Vorbereitungen für die Baustelle begannen im Jahr 1697, der Rohbau wurde im Jahr 1698 erstellt. Für den Bau waren rund 400'000 Ziegelsteine notwendig, die Grundmauern hatten eine Stärke von einem Meter. Die Handwerker meldeten, dass die Lebenshaltungskosten in Freudental sehr hoch seien, weil anstelle des Biers nur Wein erhältlich sei. So verdiente ein Tagelöhner pro Tag 15 Kreuzer, 8 dl Wein kosteten aber bereits 12 bis 13 Kreuzer, ein Abendessen mit Bier dagegen nur 2 Kreuzer. So musste sich der Bauherr verpflichten, auch für den Wein aufzukommen. Baumeister war der aus Neresheim stammende Michael Wiedenmann, der wie später in Neresheim die Fassade durch Fenstergiebel und horizontale Gesimse gliederte. Der Schlossbau wurde im Jahre 1700 beendet.

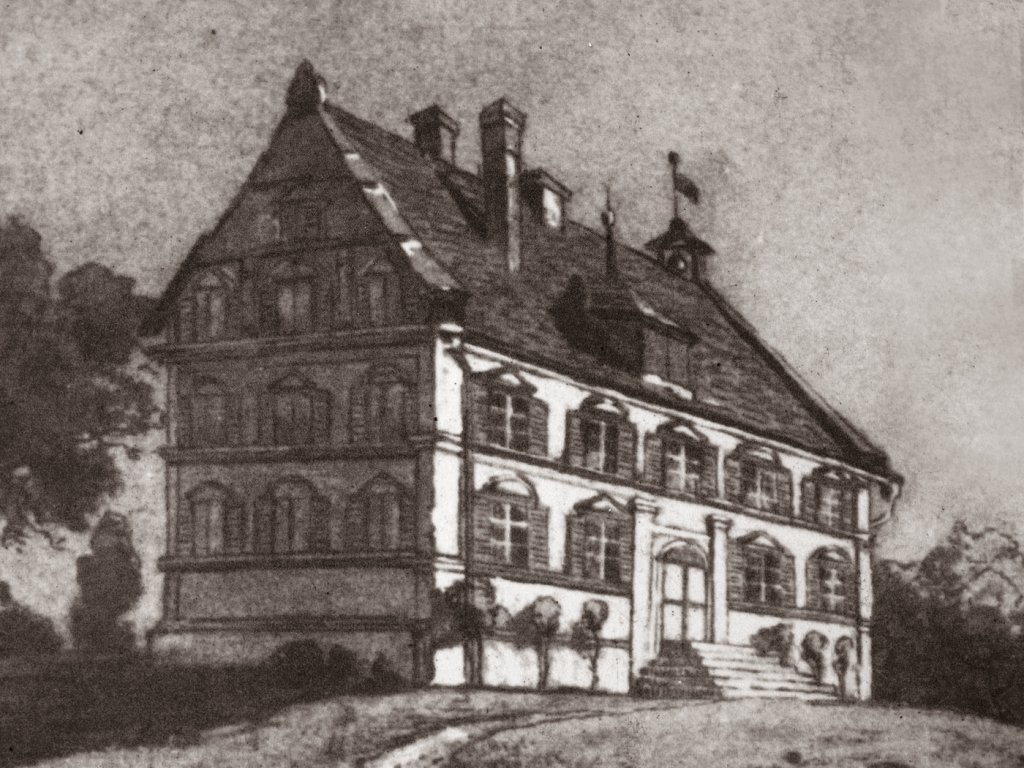
Die Kreidezeichnung von Sophie Ley zeigt das Schloss im 19. Jahrhundert. Die ursprüngliche Giebelform war nicht mehr erhalten.

Nach dem Tod der Maria Clara von Praßberg verkauften ihre drei Enkel, Söhne des Barons von Knöringen 1746 Freudental für 11000 Gulden an die früheren Grundbesitzer Johann Josef von Bodman zu Möggingen. 1779 kaufte Maria Alexander Leopold Franz Freiherr von Reichlin-Meldegg die Herrschaft Freudental für 34.000 Gulden. Nach einer Zwangsversteigerung im Jahr 1793 erwarben für 25000 Gulden drei Käufer gemeinsam das Anwesen, der Ravensburger Bürgermeister von Beck, von Enrodt aus Überlingen und Regierungsrat von Schach Edler von Königsfelden. Von Schach übernahm 1796 den ganzen Besitz. Nach seinem Tod verkaufte der Sohn die Herrschaft für 50000 Gulden im Jahr 1806 an Johann Franz Freiherr von Bodman zu Bodman.
Im 19. Jahrhundert war Schloss Freudental im Wesentlichen unbewohnt. 1865 wurde das Schloss renoviert, was die Jahreszahl auf der Sonnenuhr an der Giebelwand zeigt. Seit 1870 wohnte ein Bodman’scher Güteraufseher auf Schloss Freudental, zuletzt Karl Glenkler, der von 1920 bis 1938 letzter Bürgermeister von Freudental war.
Die folgende Übersicht zeigt die wechselnden Nutzungen im 20. Jahrhundert:
| 1914–1918 |  | Internierung russischer Kriegsgefangener                 |
| 1919–1940 |  | Kinderheim, danach wechselnde kurze Nutzungen            |
| 1942–1945 |  | Forschungslaboratorium unter dem Oberkommando der Marine |
| nach 1945 |  | Flüchtlingslager                                         |
| 1963–1967 |  | Wohnung eines Architekten und einer Töpfermeisterin      |
1974 wurde Freudental in heruntergekommenen Zustand an den Konstanzer Immobilienmakler und Hotelier Franz Josef Schmidt verkauft. Er verwaltete zuvor bereits das nahegelegene Schloss Langenrain. 1988 baute er die heute noch bestehende Einfriedung. Er renovierte das Schloss von 1988 bis 1989 aufwendig. Zunächst wurde ein Nebengebäude aus dem 19. Jahrhundert abgebrochen, das zuletzt noch dem Künstler Freimut Meinhardt als Atelier gedient hatte. 1990 wurden die beiden Nebengebäude neu erstellt. In beiden befinden sich Gästezimmer. Von 1990 bis Herbst 2011 mietete das Humboldt Institut Schloss Freudental. Es führte dort Sprachkurse durch und nutzte es als Hotel.

## Heutige Nutzung
Im Juni 2011 erwarb der Schweizer Weinhändler Philipp Schwander das Schloss Freudental. Von November 2011 bis April 2012 wurden Erneuerungsarbeiten durchgeführt. Seit der Wiedereröffnung im Mai 2012 kann das Schloss wie bisher für Veranstaltungen und Tagungen gemietet werden.